# Cryptomitrium tenerum
Cryptomitrium tenerum är en bladmossart som först beskrevs av William Jackson Hooker och Carl Sigismund Kunth, och fick sitt nu gällande namn av Coe Finch Austin och Underw.. Cryptomitrium tenerum ingår i släktet Cryptomitrium och familjen Aytoniaceae. Inga underarter finns listade i Catalogue of Life.